# Чемпіонат УСРР з футболу 1928
Чемпіонат УСРР з футболу 1928 — шостий чемпіонат УСРР з футболу. Мав офіційну назву Першенство України з футболу 1928 року. У турнірі мали взяти участь 30 команд, але фактично на старт вийшли 25 збірних. Чемпіоном УСРР вшосте стала збірна міста Харкова.

## Передумови
У першості УСРР 1928 року мали взяти участь 30 команд з тогочасних округ УСРР (Артемівську округу представляла команда Горлівки). Розіграш відрізнявся великою кількістю неявок, і фактично взяли участь у змаганнях 25 команд:
При распределении встреч учтены были и финансовые затруднения, поэтому в первом круге были намечены к встрече округа, лежащие близко друг к другу; это сказалось и на явках округов: из 14 состязаний состоялось 11, или 79%.

## Перше коло
Базовою датою для матчів першого кола було 10 червня 1928 року. Господарі матчів у парах вказані першими.
| Дата           | Команда 1           | Рахунок      | Команда 2       |
| -------------- | ------------------- | ------------ | --------------- |
| 10 червня 1928 | Кам'янець-Подільськ | 3:2 (?:?)    | Шепетівка       |
| 10 червня 1928 | Бердичів            | 3:0 (?:0)    | Вінниця         |
| 10 червня 1928 | Первомайськ         | 0:10 (0:?)   | Миколаїв        |
| 10 червня 1928 | Луганськ            | +:- (неявка) | Старобільськ    |
| 10 червня 1928 | Житомир             | +:- (неявка) | Коростень       |
| 10 червня 1928 | Тульчин             | +:- (неявка) | Умань           |
| 10 червня 1928 | Кривий Ріг          | 4:0 (?:0)    | Зінов'євськ     |
| 10 червня 1928 | Маріуполь           | 0:2 (0:?)    | Дніпропетровськ |
| 10 червня 1928 | Біла Церква         | 1:10 (?:?)   | Київ            |
| 10 червня 1928 | Прилуки             | 5:0 (?:0)    | Конотоп         |
| 10 червня 1928 | Харків              | 10:0 (?:0)   | Полтава         |
| 10 червня 1928 | Глухів              | 2:0 (?:0)    | Суми            |
| 10 червня 1928 | Одеса               | 6:0 (?:0)    | Херсон          |
| 10 червня 1928 | Кременчук           | 2:1 (?:?)    | Черкаси         |

## 1/8 фіналу
Базовою датою матчів 1/8 фіналу було 24 червня.
Во втором круге победител[е]и первого круга между собой из восьми намеченных встреч состоялось 5, или 63%; неявка 3 округов. ...Остальные встречи не состоялись из-за неявок Каменец-Подольска, Тульчина и Кременчуга.
| Дата           | Команда 1       | Рахунок          | Команда 2           |
| -------------- | --------------- | ---------------- | ------------------- |
| 24 червня 1928 | Бердичів        | 0:0 (анульовано) | Кам'янець-Подільськ |
| 25 червня 1928 | Бердичів        | 2:2 (?:?)        | Кам'янець-Подільськ |
| ? червня 1928  | Бердичів        | +:- (неявка)     | Кам'янець-Подільськ |
| 24 червня 1928 | Миколаїв        | 8:1 (5:0)        | Луганськ            |
| 24 червня 1928 | Житомир         | +:- (неявка)     | Тульчин             |
| 24 червня 1928 | Дніпропетровськ | 4:0 (?:0)        | Кривий Ріг          |
| 24 червня 1928 | Київ            | 7:0 (?:0)        | Прилуки             |
| 24 червня 1928 | Харків          | 8:1 (?:0)        | Глухів              |
| 24 червня 1928 | Одеса           | +:- (неявка)     | Кременчук           |
| 24 червня 1928 | Горлівка        | 3:2 (?:?)        | Сталін              |

## 1/4 фіналу
Чвертьфінальна стадія першості ознаменувалася не тільки трьома неявками з чотирьох, але й скандалом, пов'язаним з одеситами:
Полуфинал прошел совсем бледно, и можно сказать, что он был вовсе сорван; из 4 намеченных встреч состоялась только 1 встреча Харьков—Киев, т.е. 25%. Причины срыва нужно искать не только в финансовых затруднениях округов, не надеявшихся выйти победителями в финал, но и слабой дисциплиной среди футбольных центров. Неявка Одессы на матч с Артёмовском в Горловке ничем оправдываема быть не может. Надежда Одессы урегулировать вопрос о неявке дипломатическим путем потерпела крах, и Одесса выпала из финального розыгрыша, уступив место молодой рабочей команде, составленной из рабочих Горловки (Артемовского округа).
| Дата          | Команда 1       | Рахунок      | Команда 2 |
| ------------- | --------------- | ------------ | --------- |
| 15 липня 1928 | Миколаїв        | +:- (неявка) | Бердичів  |
| 15 липня 1928 | Дніпропетровськ | +:- (неявка) | Житомир   |
| 24 липня 1928 | Київ            | 1:7 (0:1)    | Харків    |
| 15 липня 1928 | Горлівка        | +:- (неявка) | Одеса     |

В соревнованиях 1928 г. нашлись и такие округа, которые пытались поддерживать явно неправильные действия отдельных коллективов своего округа. Ярким образчиком этого может служить Одесская футбольная команда, которая выведена была ВСФК из участия в розыгрыше финала по футболу за свою недисциплинированность. При двукратном вызове ВСФК, не взирая на то, что десяток тысяч рабочих горняков и металлистов ждали их вместе с командой металлистов на поле, — эта команда в это же время играла или собиралась играть за пределами Украины.

## Фінальний турнір
Фінальний турнір мав відбутися у Харкові з 24 по 29 липня. Проте змагання розпочалися із запізненням на 1 день і тривали до 30 липня. 31 липня було зіграно товариський матч між першою та другою збірними України.
| Дата          | Команда 1       | Рахунок   | Команда 2       |
| ------------- | --------------- | --------- | --------------- |
| 25 липня 1928 | Горлівка        | 2:1 (1:1) | Миколаїв        |
| 26 липня 1927 | Харків          | 3:1 (2:0) | Горлівка        |
| 27 липня 1928 | Харків          | 4:1 (?:?) | Дніпропетровськ |
| 28 липня 1928 | Миколаїв        | 2:0 (1:0) | Дніпропетровськ |
| 29 липня 1928 | Харків          | 2:1 (1:0) | Миколаїв        |
| 30 липня 1927 | Дніпропетровськ | 1:1 (1:0) | Горлівка        |

Необходимо отметить, что никто из проигравших Артемовску не хотел с этим примириться и все приносили протесты. Все старались доказать неправильность победы Артемовска, ошибкой судей, но судейская Коллегия не признала ни одного протеста удовлетворительным и все отклонила. ...Судейская Коллегия состояла из 6 лиц: Романенко, Ордин, Иосилевич, Левитин, Кривошеев, Розанов.
Склад Збірної Харкова: Норов; Семенов, Кладько; Капустін, В. Фомін, Привалов; Шпаковський, Міщенко, Кротов, Губарєв, Марченко; Пономаренко, К. Фомін, Лісний, Алфьоров.

## Підсумкова таблиця
| М | Команда         | І | В | Н | П | РМ  | О |
| - | --------------- | - | - | - | - | --- | - |
|   | Харків          | 3 | 3 | 0 | 0 | 9−3 | 6 |
|   | Горлівка        | 3 | 1 | 1 | 1 | 4−5 | 3 |
|   | Миколаїв        | 3 | 1 | 0 | 2 | 4−4 | 2 |
| 4 | Дніпропетровськ | 3 | 0 | 1 | 2 | 2−7 | 1 |

### Загальна класифікація
| М  | Команда             | І | В | Н | П | РМ   | О  |
| -- | ------------------- | - | - | - | - | ---- | -- |
|    | Харків              | 6 | 6 | 0 | 0 | 34−5 | 12 |
|    | Горлівка            | 4 | 2 | 1 | 1 | 7−7  | 5  |
|    | Миколаїв            | 5 | 3 | 0 | 2 | 22−5 | 6  |
| 4  | Дніпропетровськ     | 5 | 2 | 1 | 2 | 8−7  | 5  |
| 5  | Київ                | 3 | 2 | 0 | 1 | 18−8 | 4  |
| 5  | Бердичів            | 2 | 1 | 1 | 0 | 5−2  | 3  |
| 5  | Одеса               | 1 | 1 | 0 | 0 | 6−0  | 2  |
| 8  | Кам'янець-Подільськ | 2 | 1 | 1 | 0 | 5−4  | 3  |
| 8  | Кременчук           | 1 | 1 | 0 | 0 | 2−1  | 2  |
| 8  | Кривий Ріг          | 2 | 1 | 0 | 1 | 4−4  | 2  |
| 8  | Прилуки             | 2 | 1 | 0 | 1 | 5−7  | 2  |
| 8  | Глухів              | 2 | 1 | 0 | 1 | 3−8  | 2  |
| 8  | Сталін              | 1 | 0 | 0 | 1 | 2−3  | 0  |
| 8  | Луганськ            | 1 | 0 | 0 | 1 | 1−8  | 0  |
| 15 | Шепетівка           | 1 | 0 | 0 | 1 | 2−3  | 0  |
| 15 | Черкаси             | 1 | 0 | 0 | 1 | 1−2  | 0  |
| 15 | Маріуполь           | 1 | 0 | 0 | 1 | 0−2  | 0  |
| 15 | Суми                | 1 | 0 | 0 | 1 | 0−2  | 0  |
| 15 | Вінниця             | 1 | 0 | 0 | 1 | 0−3  | 0  |
| 15 | Зінов'євськ         | 1 | 0 | 0 | 1 | 0−4  | 0  |
| 15 | Конотоп             | 1 | 0 | 0 | 1 | 0−5  | 0  |
| 15 | Херсон              | 1 | 0 | 0 | 1 | 0−6  | 0  |
| 15 | Біла Церква         | 1 | 0 | 0 | 1 | 1−10 | 0  |
| 15 | Первомайськ         | 1 | 0 | 0 | 1 | 0−10 | 0  |
| 15 | Полтава             | 1 | 0 | 0 | 1 | 0−10 | 0  |
| -  | Житомир             | 0 | 0 | 0 | 0 | 0−0  | 0  |
| -  | Тульчин             | 0 | 0 | 0 | 0 | 0−0  | 0  |
| -  | Коростень           | 0 | 0 | 0 | 0 | 0−0  | 0  |
| -  | Умань               | 0 | 0 | 0 | 0 | 0−0  | 0  |
| -  | Старобільськ        | 0 | 0 | 0 | 0 | 0−0  | 0  |